# Grb Crne Gore
Grb Crne Gore čini zlatni dvoglavi orao s lavom na prsima. 
Orao u lijevoj kandži drži žezlo, a u desnoj kraljevsku jabuku, dok mu je na prsima heraldički štit.
U štitu se nalazi lav koji hoda po zelenoj površini na plavoj pozadini.
Izgled grba Crne Gore opisan je u odredbi članka 4. Ustava Crne Gore, proglašenoga 22. listopada 2007. godine i uzakonjen 13. srpnja 2004. – na 126. obljetnicu priznanja Crne Gore, na Berlinskomu kongresu (1878. godine).
Od 3. lipnja 2006. ovaj grb je državni grb neovisne države koja se ustavno nazivlje samo i isključivo samo Crna Gora. Današnji grb ima štit koji utjelovljuje značajke klasične poljske heraldike.

## Grb Crne Gore (1994. – 2004.)
Grb Republike Crne Gore je bio dvoglavi bijeli okrunjeni orao u letu, sa žezlom u desnoj, te plavom kraljevskom jabukom (kuglom) u lijevoj kandži. Na vrhu kraljevske jabuke nalazi se križ, kao i na vrhu žezla i krune. Na prsima mu je crveni heraldički štit u komu zlatni lav lagano stupa na lijevo (heraldički gledano na desno) pri čemu ima podignutu desnu prednju šapu. Prethodno navedeni grb vrijedio je službeno od 6. siječnja 1994. do 13. srpnja 2004. godine. Primjetno je na ovomu grbu carska kruna, kakva se rabila za vrijeme samostalnoga Kraljevstva Crne Gore, dok se na današnjemu grbu Crne Gore nalazi kruna nižega stupnja koja je slična krunama koje su se rabile za vrijeme Kneževstva Crne Gore. Štit koji je bio u porabi do 2004. g. bio je oblikovan po načelima klasične francuske heraldike. Dvoglavi orao vuče podrijetlo od Bizantskoga Carstva.